# Rácz Lajos (történész)
Rácz Lajos (Csökmő, 1963 –) környezet- és klímatörténész, egyetemi tanár.

## Élete
A középiskolát a berettyóújfalui Arany János Gimnáziumban végezte. 1988-ban szerzett földrajz-történelem szakos középiskolai tanári oklevelet a JATE Természettudományi karán. 1989-ben egyetemi doktori, 1995-ben kandidátusi fokozatot, 2004-ben pedig MTA doktora címet szerzett.
Hosszabb időn keresztül ösztöndíjasként dolgozott Svájcban, Franciaországban, Csehországban, Hollandiában és Németországban. Oktatott a Szegedi Tudományegyetem mellett, a Szent István Egyetemen, az Eötvös Loránd Tudományegyetemen, a Közép-európai Egyetemen és a Pázmány Péter Katolikus Egyetemen. A Christian Pfister professzor által alapított berni klímatörténeti iskola tagja.
A Szegedi Tudományegyetem Juhász Gyula Pedagógusképző Karának egyetemi tanára, az Alkalmazott Társadalomismereti és Kisebbségpolitikai Intézet vezetője.
Alapító tagja az Európai Környezettörténeti Társaságnak (2001), és a Nemzetközi Éghajlattörténeti Társaságnak (2012). Tagja a Belvedere Meridionale (Szeged), a Global Environment (Cambridge) és az Economic- and Ecohistory (Zágráb) című tudományos folyóiratok szerkesztőbizottságának. 2009 és 2016 között a Magyar Történelmi Társulat Csongrád megyei elnöke volt.
Kutatási területe a Kárpát-medence, illetve Közép-Európa újkori éghajlati- és környezeti változásai. Az ember és a természeti környezet kapcsolata a történeti korokban, a történeti ökoszisztémák működésének vizsgálata.